# 孔枝泳
孔枝泳（韓語：공지영，1963年1月31日—），韩国女作家，1980年代至1990年代曾震撼了韩国文坛。

## 生平
孔枝泳1963年生於首爾，毕业于延世大學文学专业。她曾三度结婚和离婚，并有3个子女。
1987年孔枝泳因反對選舉開票不當，參加示威遊行而被抓進看守所，這次經驗成為創作小說的開端，讓她立定成為小說家。1988年开始写作，内容主要围绕着女性、工人、贫困者，以及受到歧视的人。
1998年，孔枝泳出版以兒時成長經驗為藍本的《鳳順姊姊》。2005年孔枝泳出版《我們的幸福時光》。2009年，孔枝泳在無意間得知光州聾啞學校性侵事件，寫下小说《熔炉》，之後被改编成2011年电影，上映后大获成功。

## 英语著作
- Human Decency. Jimoondang, 2006. ISBN  8988095928, OCLC 77530021. Translated by Bruce Fulton.
- My Sister, Bong Soon. Mosaic Press, 2005. ISBN 0889628319, OCLC 61700295. Translated by Jung-eun Park.

## 韩语著作
- 1993  - Go Alone Like a Rhino Horn
- 1994 - Mackerel
- 2002 - My Sister Bongsoon
- 1999 - Crying Existence
- 2000 - Who We Are, Where We Are From, Where We Are Going? (received seventh 21 Century Literary Award in 2001)
- 2005 - Films of My Life
- 2005 - 我們的幸福時光
- 2006 - I Was Alone Like a Raindrop
- 2006 - The Unhurt Soul
- 2009 - People in the Bible for Children
- 2009年6月30日 -  熔爐

## 奖项
- 2001年- 第七屆21世纪文学奖
- 2001年- 第二十七屆韩国小说与文学奖，韩国小说家协会
- 2004年- 第十二屆吳永壽文學獎
- 2006年- 第九屆大赦国际特别传媒奖
- 2011年－李箱文學獎